# Mali 1 (quartier)

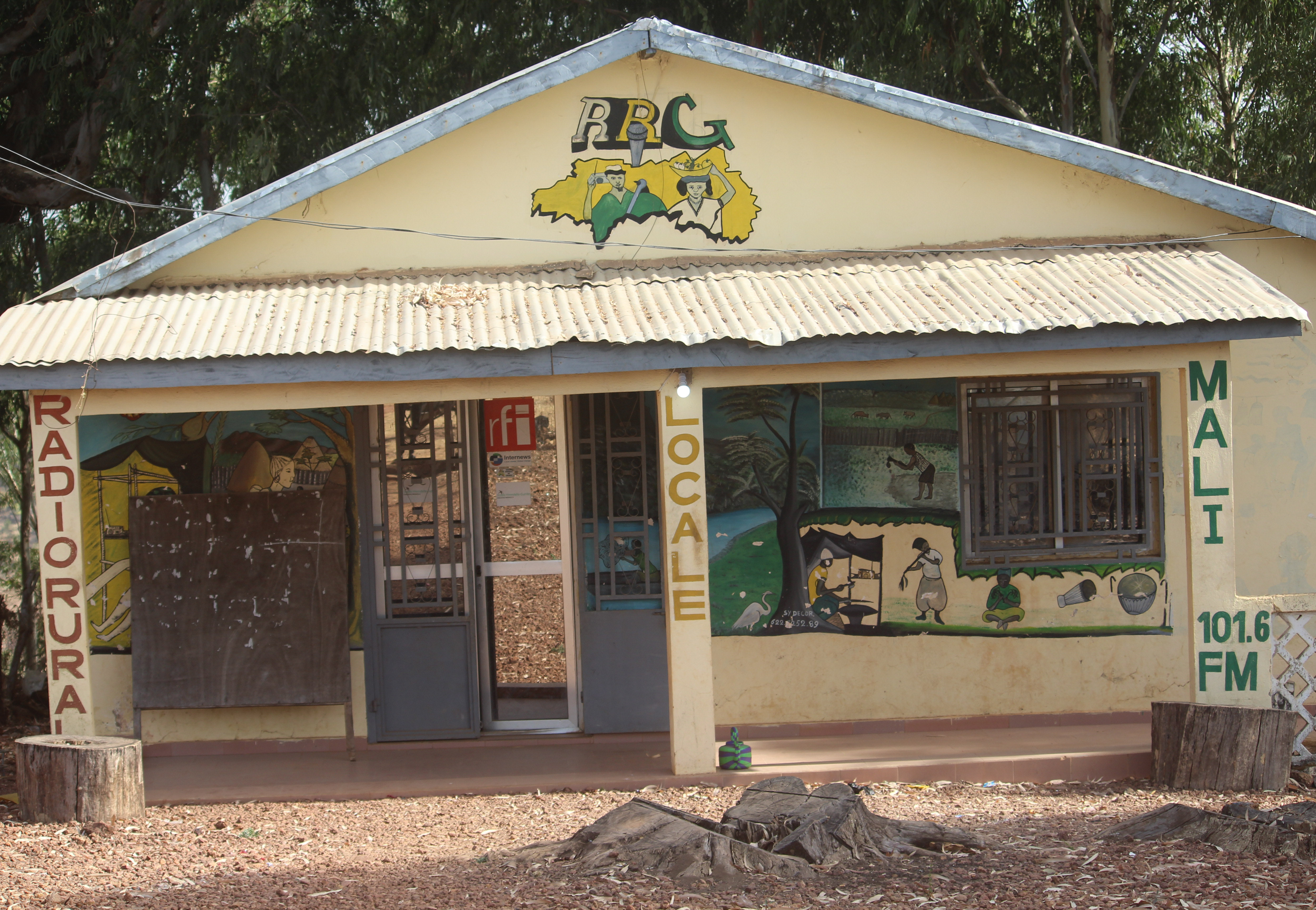

Mali 1 est l'un des quartiers de la sous-préfecture de Mali, situé dans la préfecture de Mali en république de Guinée.

## Géographie

### Démographie
- En 2014, le district comptait 1 926 habitants selon les RGPH 2014[1].

## Culture et patrimoine